# ثورستين فيبلين
ثورشتاين بوند فبلن (بالإنجليزية: Thorstein Bunde Veblen)، أو تورستين بوند فيبلين (30 من يوليو 1857م - 3 من أغسطس 1929م) عالم اقتصادي واجتماعي أمريكي، وكان قائد حركة الاقتصاد المؤسسي. وبجانب عمله التقني، كان مشهورًا وبارعًا في نقد الرأسمالية كما هو موضح في أشهر كتبه نظرية الطبقة الغنية في عام 1899م.
اشتُهر فيبلين بدراسته بتاريخ الفكر الاقتصادي بعد أن دمج نظرية التطور لداروين مع نهجه المؤسسي للتحليل الاقتصادي. واستطاع أن يجمع ما بين علم الاجتماع والاقتصاد في كتابه الرائع نظرية الطبقة الغنية في عام 1899م، حيث برهن على وجود اختلاف أساسي بين إنتاجية عجلة «الصناعة» التي يديرها مهندسو تصنيع البضائع وبين تطفل «العمل التجاري» والذي يكمن هدفه الوحيد في الحصول على الأرباح للطبقة الغنية. وأوضح أن النشاط الرئيس للطبقة الغنية هو «الاستهلاك المظهري»، كما أن مساهمة هذه الطبقة في الاقتصاد لا تعد سوى نشاط مهدر لا ينتج عنه أي نوع من أنواع الإنتاجية. وفي هذا الوقت كان الاقتصاد الأمريكي غير فعال وممتلئًا بالفساد، ولذلك لم يوضح فيبرين هذا الادعاء. وكان يعتقد بأن التقدم التكنولوجي قوة دافعة للتغير الثقافي، ولكن على النقيض من المعاصرين فإنه رفض ربط التغيير بالتطور.
على الرغم من أن فيبلين كان متعاطفًا مع نظرية الملكية العامة في الصناعة، كما كان يتبنى رأيًا ضعيفًا فيما يخص العمال والحركة العمالية، وكان هناك اختلاف حول المقدار الذي تتماثل فيه وجهات نظره مع الماركسية 1 أو الاشتراكية أو اللاسلطوية. وكمثقف قيادي في عصر التقدم، قام بشن هجوم على مبدأ الإنتاج مقابل الربح، كما أثر تركيزه على الدور المهدر لمقدار الاستهلاك مقابل الحالة الاجتماعية على المفكرين والمهندسين الاشتراكيين الذين رفضوا الماركسية نقدًا في الرأسمالية. وكتب فاين في عام (1994م) بأن الاقتصاديين في هذا الوقت احتجوا على أفكاره حيث كانت هذه الأفكار بشكل بارز مجملة وغامضة وغير دقيقة، بينما اشتكى البعض الآخر بأنه شخص أحمق غريب الأطوار. استمر نقاش العلماء حول المعنى الذي كان يقصده بالضبط في مقالاته المعقدة والتهكمية والساخرة، نظرًا لاستخدامه العديد من نماذج المجتمعات البدائية ولكن كانت معظم هذه النماذج من وحي الخيال.

## سيرة حياته

### النشأة وخلفية العائلة
ولد فيبلين في 30 يوليو عام 1857، في كاتو، ويسكنسن، لأبوين نرويجيين أمريكيين مهاجرَين، وهما توماس فيبلين، وكاري بوند، وهو الطفل الرابع في عائلة فيبلين المكونة من اثنا عشر طفلًا. هاجر والداه من النرويج إلى ميلواكي، ويسكنسن في 16 سبتمبر من عام 1847، مع قليل من المال، ودون أي معرفة باللغة الإنجليزية. وعلى الرغم من ظروفهما القاسية كونهما مهاجرين، إلّا أنّ معرفة توماس فيبلين بالنجارة والبناء إلى جانب مثابرة زوجته الداعمة سمحت لهما بإنشاء مزرعة للأسرة، والمعروفة حاليًا بمعلم تاريخي وطني، في نيرستراند في ولاية مينيسوتا.
بدأ فيبلين تعليمه في سن الخامسة. تعلّم الإنجليزية من جيرانه، ومن المدرسة، باعتبار اللغة النرويجية هي لغته الأم. تعلم والداه أيضًا التكلم بالإنجليزية بطلاقة، على الرغم من استمرارهما بقراءة الأدب النرويجي لعائلتهما في المزرعة أغلب الوقت. نمت مزرعة الأسرة في النهاية بشكل ناجح، مما سمح لوالدي فيبلين تزويد أطفالهم بالتعليم الرسمي. تلقى فيبلين وجميع أخوته التعليم في المدارس الابتدائية على عكس معظم الأسر المهاجرة في ذلك الوقت، والتحقوا بكلية كارلتون القريبة ليكملوا تعليمهم العالي. وكانت إيميلي أخت فيبلين كما يقال الابنة الأولى لمهاجرين نرويجيين تتخرج من كلية أمريكية. وأصبح أندرو فيبلين الطفل الأكبر سنًا في العائلة في النهاية أستاذًا للفيزياء في جامعة ولاية آيوا، ووالدًا لواحد من أبرز علماء الرياضيات الأمريكيين، وهو أوزوالد فيبلين من جامعة برينستون.
رأى العديد من المعلقين أنّ خلفية فيبلين النرويجية، وانعزاله النسبي عن المجتمع الأمريكي، كانا ضرورييَّن لفهم كتاباته. يدّعي عالم الاجتماع والمربي دايفيد ريسمان أنّ خلفيته المتمثلة بكونه صبي لأبوين مهاجرين عنت أنّ فيبلين كان مبُعدًا عن ثقافة والديه السابقة، لكن عيشه ضمن مجتمع نرويجي في أمريكا جعل منه عاجزًا عن «استيعاب وقبول الأشكال الأميركوية المتاحة» بشكل كلي. ووفقًا لجورج إم فريدريكسون فإنّ المجتمع النرويجي الذي عاش فيه فيبلين كان منعزلًا جدًا، وعندما غادره «كان بشكل ما، وكأنه يهاجر إلى أمريكا».

### التعليم
في عمر السابعة عشر، في عام 1874، التحق فيبلين بكلية كارلتون القريبة، في نورثفيلد، مينيسوتا. أظهر في وقت مبكر من دراسته كل من المرارة وحس الدعابة، اللذان تميزت بهما أعماله اللاحقة. درس فيبلين الاقتصاد والفلسفة بإشراف جون بيتس كلارك، الذي أصبح رائدًا في مجال الاقتصاديات التقليدية المحدثة الجديد. كان تأثير كلارك على فيبلين كبيرًا، وعندما أدخله كلارك في الدراسة الرسمية للاقتصاد، أدرك فيبلين طبيعة الاقتصاد الافتراضي وقيوده، الذي سيبدأ بتشكيل نظرياته. طور فيبلين لاحقًا اهتمامًا في العلوم الاجتماعية، وتلقى كورسات في مجالات الفلسفة، والتاريخ الطبيعي، وفقه اللغة الكلاسيكي. كانت أعمال هربرت سبنسر في مجال الفلسفة في غاية الأهمية بالنسبة له، إذ ألهمته العديد من التصورات المسبقة في الاقتصاد الاجتماعي. على العكس، شكّلت دراساته في التاريخ الطبيعي وفقه اللغة الكلاسيكي تعامله المنهجي في تخصصات العلوم واللغة على التوالي.
سافر فيبلين بعد تخرجه من كلية كارلتون في عام 1880 إلى الشرق لدراسة الفلسفة في جامعة جونز هوبكنز. درس في هذه الجامعة بإشراف تشارلز ساندرز بيرس. انتقل إلى جامعة ييل عندما فشل في الحصول على منحة دراسية، حيث وجد دعمًا اقتصاديًا لدراساته، وحصل على الدكتوراه في الفلسفة في عام 1884، إذ كان تخصصه الرئيسي في الفلسفة، أمّا تخصصه الثانوي في الدراسات الاجتماعية. كانت أطروحته بعنوان «الأسس الأخلاقية لعقيدة الانتقام». درس في جامعة ييل بإشراف أكاديميين معروفين مثل الفيلسوف نواه بورتر، وعالم الاجتماع ويليام سمنر.

## المسيرة الأكاديمية
بعد تخرجه من جامعة ييل في عام 1884، بقي فيبلين عاطلًا عن العمل لمدة سبع سنوات. لم يتمكن من الحصول على منصب في الجامعة على الرغم من امتلاكه رسائل توصية قوية. من المحتمل أنّ البحث الذي تضمنته أطروحته حول «الأسس الأخلاقية لعقيدة الانتقام» عام 1884 اعتُبر غير مرغوبٍ. لكن لم يكن من الممكن البحث أكثر في هذا الاحتمال لأنّ أطروحة فيبلين فُقدت من جامعة ييل منذ عام 1935. وكان من الواضح أنّ الباحث العلمي الوحيد الذي درس أطروحته هو جوزيف دورفمان، في كتابه عام 1934 تحت اسم ثورستين فيبلين وأمريكته. ويقول دورفمان أنّ الأطروحة التي نصح بها عالم الاجتماع التطوري ويليام سمنر، تدرس الفكر التطوري لهربرت سبنسر، بالإضافة إلى الفلسفة الأخلاقية لكانت. خمّن بعض المؤرخين أيضًا أنّ هذا الفشل في الحصول على عمل جزئي كان بسبب التحيز ضد النرويجيين، بينما عزا آخرون هذا إلى حقيقة أنّ معظم الجامعات والإداريين يعتبرونه غير متعلم للمسيحية بشكل كافٍ. كان معظم الأكاديميين في ذلك الوقت يحملون درجات اللاهوت، وهذا ما لم يكن فيبلين يمتلكه. لم يساعد فيبلين أيضًا تعريفه بشكل علني على أنه لاأدري، وكان هذا غير شائع أبدًا في ذلك الوقت. عاد فيبلين إلى مزرعة أسرته نتيجة لذلك، وبقي فيها مدعيًا أنه يتعافى من الملاريا. قضى تلك السنوات يتعافى ويقرأ بشراهة. يُشتبه أنّ هذه الصعوبات في بداية حياته المهنية ألهمته لاحقًا في أجزاء من كتابه التعليم العالي في أمريكا «1918»، الذي ادعى فيه أنّ الجامعات ضحّت بالقيم الأكاديمية الحقيقية لصالح مصلحتها الشخصية وربحيتها. 
في عام 1891، غادر فيبلين المزرعة عائدًا إلى كلية الدراسات العليا ليدرس الاقتصاد في جامعة كورنيل، بإشراف الأستاذ في الاقتصاد جيمس لورنس لافلين. أصبح فيبلين زميلًا في جامعة شيكاغو عام 1892 بمساعدة الأستاذ لافلين الذي كان ينتقل إلى هذه الجامعة. قام بالكثير من أعمال التحرير المقترنة بمجلة الاقتصاد السياسي أثناء فترة بقائه في الجامعة، وهي واحدة من المجلات الاكاديمية العديدة التي أُسست في ذلك الوقت في جامعة شيكاغو. استخدم فيبلين المجلة لينشر كتاباته. بدأت كتاباته بالظهور في مجلاتٍ أخرى أيضًا، مثل مجلة علم الاجتماع الأمريكية، وهي مجلة أخرى في الجامعة. بينما كان غالبًا شخصية ثانوية في جامعة شيكاغو، إلّا أنه درّس عدد من الصفوف فيها.
في عام 1899، نشر فيبلين كتابه الأول الأكثر شهرة، بعنوان نظرية الطبقة الغنية. لم يُحسّن هذا منصب فيبلين في جامعة شيكاغو على الفور. طلب ترقية بعد أن انتهى من كتابه الأول، إلّا أن هذا قد رُفض.
نظر طلاب فيبلين في جامعة شيكاغو إلى تدريسه أنه «مروّع». واعتبر طلاب ستانفورد أنّ أسلوب تدريسه «ممل». لكن كان من الممكن أن يُعذر على طريقة تدريسه أكثر من بعض العلاقات الشخصية. فقد أهان المشاعر الفيكتورية بعلاقاته خارج الزواج أثناء وجوده في جامعة شيكاغو. وفي ستانفورد عام 1909، تعرّض فيبلين للسخرية مرة أخرى كونه زير نساء وزوج غير مخلص. أُجبر على الاستقالة من منصبه نتيجة لهذا، وهذا ما جعل من الصعب أن يجد منصب أكاديمي آخر. تدّعي إحدى القصص أنّه طُرد من ستانفورد بعد أن أرسلت له جين ستانفورد برقية من باريس تستنكر فيها دعم فيبلين للعاملين الصينيين الذين يحملون الأمتعة في كاليفورنيا.

## انظر أيضًا

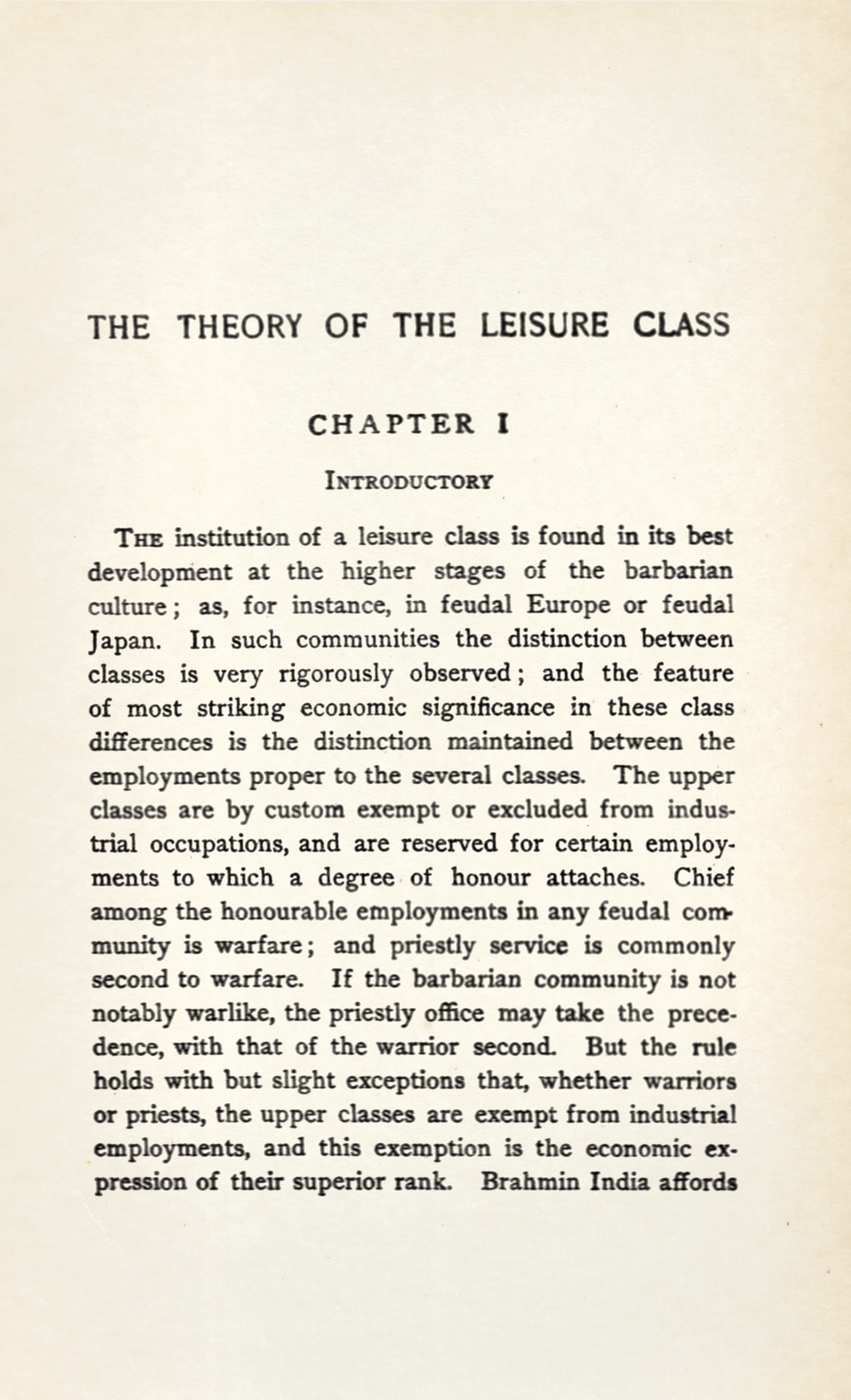
Theory of the leisure class, 1924

## كتابات أخرى
- Adorno, Theodor W. 1967. "Prisms." Cambridge, MA: MIT Press.
- Banta, Martha. Taylored Lives: Narrative Production in the Age of Taylor, Veblen, and Ford. 1993.
- Bartley, Russel H. 1997. "In Search of Thorstein Veblen: Further Inquiries into His Life and Work." International Journal of Politics, Culture, and Society. 11(January):129-173.
- Brette, Olivier. "Thorstein Veblen's Theory of Institutional Change: Beyond Technological Determinism." European Journal of the History of Economic Thought 2003 10(3): 455-477.
- Diggins, John Patrick. Thorstein Veblen (2nd ed. 1999); the first edition was entitled The Bard of Savagery: Thorstein Veblen and Modern Social Theory. (1978).
- Dorfman, Joseph. Thorstein Veblen and His America (1934), the standard biography
- Dowd, Douglas Fitzgerald. Thorstein Veblen (2000)
- Dugger, William M. 2006. "Veblen's Radical Theory of Social Evolution." Journal of Economic Issues. 40(September):651-72.
- Eby, Clare Virginia. "Thorstein Veblen and the Rhetoric of Authority." American Quarterly 1994 46(2): 139-173.
- Edgell, Stephen. "Veblen in Perspective: His Life and Thought." M. E. Sharpe, 2001.
- Eff, E. Anthon. 1989. "History of Thought as Ceremonial Genealogy: The Neglected Influence of Herbert Spencer on Thorstein Veblen." Journal of Economic Issues. 23 (September): 689-716.
- Heilbroner، Robert (2000) [1953]. "Chapter 8: The Savage Society of Thorstein Veblen". The Worldly Philosophers (ط. seventh). London: Penguin Books. ISBN:978-0-140-29006-6.
- Hodgson, Geoffrey M. 1998. "On the Evolution of Thorstein Veblen's Evolutionary Economics." Cambridge Journal of Economics. 22(4):415-431.
- Hodgson, Geoffrey M. 2004 The Evolution of Institutional Economics: Agency, Structure and Darwinism in American Institutionalism. London: Routledge.
- Jorgensen, Elizabeth Watkins and Henry Irvin Jorgensen. 1999, Thorstein Veblen: Victorian Firebrand, M.E. Sharpe. ISBN 0-7656-0258-X
- Knoedler, Janet T. 1997. "Veblen and Technical Efficiency." Journal of Economic Issues. 31(?):???-???.
- Knoedler, Janet and Mayhew, Anne. "Thorstein Veblen and the Engineers: a Reinterpretation." History of Political Economy 1999 31(2): 255-272.
- McCormick, Ken. 2006. Veblen in Plain English. Cambria Press. ISBN 0-9773567-6-0
- Maynard, Raymond Anthony. "Thorstein Veblen on Culture, Biology, and Evolution." PhD dissertation U. of Tennessee 2000.
- Riesman, David. 1960. Thorstein Veblen: A Critical Interpretation. Scribner's.
- Shannon, Christopher Conspicuous Criticism: Tradition, the Individual and Culture in American Social Thought, from Veblen to Mills (1996).
- Thomas, Marty Jean. "Thorstein Veblen's Theory of Leisure as Interpreted by Veblen Scholars." PhD dissertation Pennsylvania State U. 1999.
- Tilman, Rick, Thorstein Veblen and the Enrichment of Evolutionary Naturalism. Columbia, University of Missouri Press, 2007.
- Tilman, Rick. 1992. Thorstein Veblen and His Critics, 1891-1963. Princeton University Press. ISBN 0-691-04286-1
- Tilman, Rick. 1996. The Intellectual Legacy of Thorstein Veblen: Unresolved Issues. Greenwood Press. ISBN 0-313-29946-3
- Vian, Francesca Lidia. "Ithaca transfer: Veblen and the historical profession," History of European Ideas, 35,1 (2009), 38-61.
- Wood, John Cunningham, ed. Thorstein Veblen: Critical Assessments (1991)
- Yonay, Yuval P. The Struggle over the Soul of Economics: Institutionalist and Neoclassical Economists in America Between the Wars. Princeton U. Press, 1998.

## وصلات خارجية
- ثورستين فيبلين على موقع الموسوعة البريطانية (الإنجليزية)
- ثورستين فيبلين على موقع إن إن دي بي (الإنجليزية)

- أعمال فيبلين متاحة عبر المواقع الآتية:
  - Archive for the History of Economic Thought, McMaster University نسخة محفوظة 28 يوليو 2011 على موقع واي باك مشين.
  - مؤلفات Thorstein Veblen في مشروع غوتنبرغ
  - The Veblenite
- Thorstein Veblen on the propaganda of the faith
- Thorstein Veblen: The Intellectual Pre-eminence of Jews in Modern Europe
- The Veblen Farmstead
- Veblen's summer cabin